# 黒潮町
黒潮町（くろしおちょう）は、高知県西南部に位置し、幡多郡に属する町である。
沿岸漁業やホエールウォッチングや天日塩の生産など土佐湾の海洋環境によって経済的に恩恵を受けているが、南海トラフ巨大地震による巨大津波の甚大な被害を受ける可能性が指摘されている。

## 地理
今後発生が予見されている南海トラフ巨大地震の際には、町内の海岸に最大19 mの津波が到達することが予想されている。この値は、高知県下の市町別では最大値となっている。
なお、この地に特有の風土病としてツツガムシ病である通称「土佐のほっぱん」が存在した。

### 河川
- 伊与木川
- 伊田川
- 湊川
- 吹上川
- 蛎瀬川

### 海岸
- 塩屋の浜
- 浮津海水浴場
- 入野海岸（日本の渚百選・四万十かいどう）

### 島嶼
- 鹿島

- 国の名勝である入野海岸と入野松原。
- 上川口港第五防波堤西灯台。
- 土佐西南大規模公園から望む土佐湾。
- 黒潮町役場（旧大方町役場）

### 気候
南国特有の温暖で年間平均気温17度、降雨量2,800 mm前後と、雨が多くなっている。
| 佐賀（1991年 - 2020年）の気候      | 佐賀（1991年 - 2020年）の気候 | 佐賀（1991年 - 2020年）の気候 | 佐賀（1991年 - 2020年）の気候 | 佐賀（1991年 - 2020年）の気候 | 佐賀（1991年 - 2020年）の気候 | 佐賀（1991年 - 2020年）の気候 | 佐賀（1991年 - 2020年）の気候 | 佐賀（1991年 - 2020年）の気候 | 佐賀（1991年 - 2020年）の気候 | 佐賀（1991年 - 2020年）の気候 | 佐賀（1991年 - 2020年）の気候 | 佐賀（1991年 - 2020年）の気候 | 佐賀（1991年 - 2020年）の気候 |
| 月                                 | 1月                           | 2月                           | 3月                           | 4月                           | 5月                           | 6月                           | 7月                           | 8月                           | 9月                           | 10月                          | 11月                          | 12月                          | 年                            |
| ---------------------------------- | ----------------------------- | ----------------------------- | ----------------------------- | ----------------------------- | ----------------------------- | ----------------------------- | ----------------------------- | ----------------------------- | ----------------------------- | ----------------------------- | ----------------------------- | ----------------------------- | ----------------------------- |
| 最高気温記録 °C （°F）             | 21.6 (70.9)                   | 23.7 (74.7)                   | 27.2 (81)                     | 29.3 (84.7)                   | 34.0 (93.2)                   | 35.4 (95.7)                   | 38.6 (101.5)                  | 38.1 (100.6)                  | 35.1 (95.2)                   | 32.1 (89.8)                   | 26.8 (80.2)                   | 23.0 (73.4)                   | 38.6 (101.5)                  |
| 平均最高気温 °C （°F）             | 11.7 (53.1)                   | 12.7 (54.9)                   | 15.9 (60.6)                   | 20.0 (68)                     | 23.7 (74.7)                   | 25.9 (78.6)                   | 29.9 (85.8)                   | 30.7 (87.3)                   | 28.2 (82.8)                   | 24.1 (75.4)                   | 19.1 (66.4)                   | 13.9 (57)                     | 21.3 (70.3)                   |
| 日平均気温 °C （°F）               | 6.4 (43.5)                    | 7.4 (45.3)                    | 10.7 (51.3)                   | 15.1 (59.2)                   | 19.1 (66.4)                   | 22.2 (72)                     | 26.1 (79)                     | 26.9 (80.4)                   | 24.0 (75.2)                   | 19.0 (66.2)                   | 13.6 (56.5)                   | 8.4 (47.1)                    | 16.6 (61.9)                   |
| 平均最低気温 °C （°F）             | 1.8 (35.2)                    | 2.6 (36.7)                    | 5.7 (42.3)                    | 10.3 (50.5)                   | 14.8 (58.6)                   | 19.0 (66.2)                   | 23.0 (73.4)                   | 23.7 (74.7)                   | 20.7 (69.3)                   | 15.0 (59)                     | 9.2 (48.6)                    | 3.9 (39)                      | 12.5 (54.5)                   |
| 最低気温記録 °C （°F）             | −6.1 (21)                     | −7.3 (18.9)                   | −4.9 (23.2)                   | −0.1 (31.8)                   | 6.1 (43)                      | 11.1 (52)                     | 15.5 (59.9)                   | 17.3 (63.1)                   | 9.2 (48.6)                    | 3.9 (39)                      | −0.6 (30.9)                   | −5.0 (23)                     | −7.3 (18.9)                   |
| 降水量 mm （inch）                 | 79.2 (3.118)                  | 118.7 (4.673)                 | 204.3 (8.043)                 | 234.9 (9.248)                 | 282.3 (11.114)                | 424.5 (16.713)                | 282.3 (11.114)                | 274.8 (10.819)                | 408.8 (16.094)                | 256.0 (10.079)                | 153.5 (6.043)                 | 93.7 (3.689)                  | 2,812.9 (110.744)             |
| 平均降水日数 （≥1.0 mm）           | 7.0                           | 8.0                           | 11.0                          | 10.4                          | 10.7                          | 15.1                          | 12.3                          | 12.5                          | 13.4                          | 9.6                           | 7.9                           | 7.0                           | 125.1                         |
| 平均月間日照時間                   | 184.1                         | 174.8                         | 192.5                         | 201.0                         | 199.2                         | 134.2                         | 198.1                         | 221.4                         | 161.9                         | 177.7                         | 166.0                         | 180.9                         | 2,191.9                       |
| 出典1：Japan Meteorological Agency |                               |                               |                               |                               |                               |                               |                               |                               |                               |                               |                               |                               |                               |
| 出典2：気象庁                      |                               |                               |                               |                               |                               |                               |                               |                               |                               |                               |                               |                               |                               |

### 隣接自治体
高知県
- 四万十市
- 高岡郡
  -  四万十町

## 歴史

### 沿革
平成
- 2006年（平成18年）3月20日 - 佐賀町・大方町が合併して発足[2]。
- 2018年（平成30年）6月3日 - 内閣府の南海トラフ地震の想定に基づき、黒潮町役場本庁舎が現在地の高台に移転[4]。
- 2024年（令和6年）8月8日 - 南海トラフ地震臨時情報が初めて発出。町は災害対策本部を設置、高齢者等避難を発令して避難所を開設した。同年8月15日、解除[5]。

## 政治

### 首長
| 代 | 氏名     | 就任年月日    | 退任年月日    | 備考                       |
| -- | -------- | ------------- | ------------- | -------------------------- |
| 1  | 下村正直 | 2006年4月23日 | 2010年4月22日 |                            |
| 2  | 大西勝也 | 2010年4月23日 | 2020年8月19日 | 不祥事により任期途中で辞職 |
| 3  | 松本敏郎 | 2020年10月5日 | 現職          |                            |

## 施設

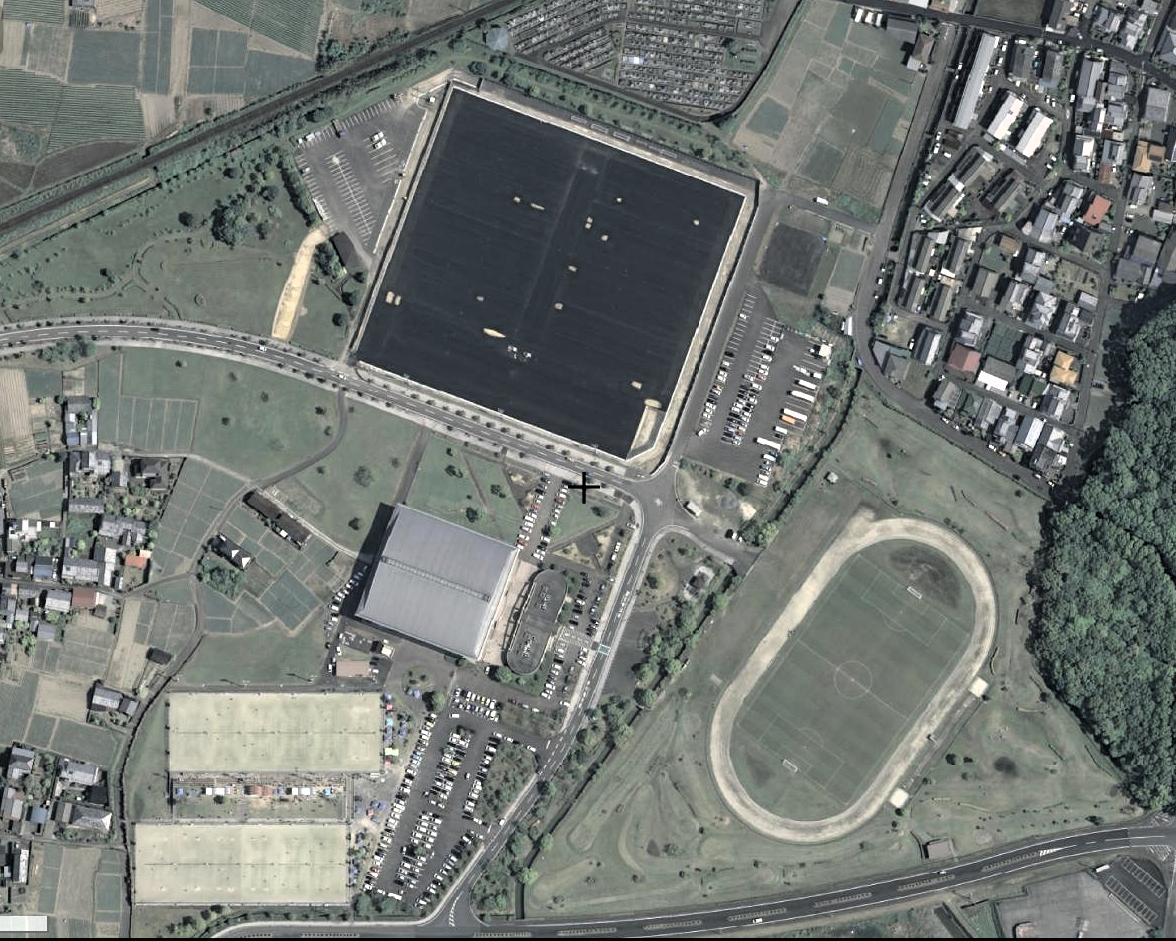
土佐西南大規模公園多目的運動広場および土佐西南大規模公園陸上競技場。

### 警察
- 高知県中村警察署
  - 拳ノ川駐在所 - 幡多郡黒潮町拳ノ川46番地1
  - 佐賀駐在所 - 幡多郡黒潮町佐賀724番地
  - 上川口駐在所 - 幡多郡黒潮町上川口805番地1
  - 黒潮駐在所 - 幡多郡黒潮町入野5915番地

### 消防
- 幡多中央消防組合黒潮消防署 - 幡多郡黒潮町伊田2629番地1

### 郵便局
主な郵便局
郵便番号は以下の通りとなっている。
- 789-19xx、789-17xx

### 運動施設
- 土佐西南大規模公園
  - 土佐西南大規模公園佐賀地区
  - 土佐西南大規模公園多目的運動広場
  - 土佐西南大規模公園陸上競技場
  - 土佐西南大規模公園大方球場[6][7][8][9]
  - 土佐西南大規模公園体育館
  - 土佐西南大規模公園球技場

## 産業
佐賀地域では土佐カツオ一本釣り漁業が盛んであり、近年は完全天日塩も代表的な特産物となっている。農業では、シメジやシイタケなどの栽培が行われている。また、大方地域では早くから施設園芸や花卉、水稲を中心に栽培が行われ、農業が盛んである。

### 第一次産業

#### 農業
- 施設園芸 - 花卉
- 水稲
- シメジ
- シイタケ

#### 漁業
- 土佐カツオ一本釣り

漁港
- 佐賀港 - 魚市場併設の漁港
- 上川口漁港
- 入野漁港

### 第二次産業
- 完全天日塩
- 黒潮町缶詰製作所

## 情報通信

### マスメディア

#### 放送局
ケーブルテレビ
- 黒潮町光ネットワーク

### エリア放送
ホワイトスペースを利用するエリア放送としてワンセグ放送を実施していたが、2013年3月21日までに廃止した。
2013年3月1日と3月2日に、東京工科大学によるエリア放送を使用した避難ナビシステムの実証実験が行われた。
町内に地上一般放送局3局が設置されていた。
| 免許人 | 局名                   | 呼出符号     | 物理ch | 周波数        | 空中線電力 | ERP   | 業務区域     |
| ------ | ---------------------- | ------------ | ------ | ------------- | ---------- | ----- | ------------ |
| 黒潮町 | 黒潮役場エリア放送     | JOXZ9AI-AREA | 45ch   | 665.142857MHz | 770μW      | 545μW | 黒潮町役場   |
| 黒潮町 | 黒潮錦野公園エリア放送 | JOXZ9AJ-AREA | 45ch   | 665.142857MHz | 770μW      | 545μW | 錦野公園     |
| 黒潮町 | 黒潮ネストエリア放送   | JOXZ9AK-AREA | 45ch   | 665.142857MHz | 770μW      | 545μW | 黒潮町ネスト |

## 教育

### 高等学校
県立
- 高知県立大方高等学校

### 中学校
町立
- 黒潮町立佐賀中学校
- 黒潮町立大方中学校

### 小学校
町立
- 黒潮町立拳ノ川小学校
- 黒潮町立伊与喜小学校
- 黒潮町立佐賀小学校
- 黒潮町立上川口小学校
- 黒潮町立南郷小学校
- 黒潮町立入野小学校
- 黒潮町立田ノ口小学校
- 黒潮町立三浦小学校

### 保育所

#### 町立
- 佐賀保育所
- 大方くじら保育所
- 大方中央保育所
- 南部保育所

## 交通

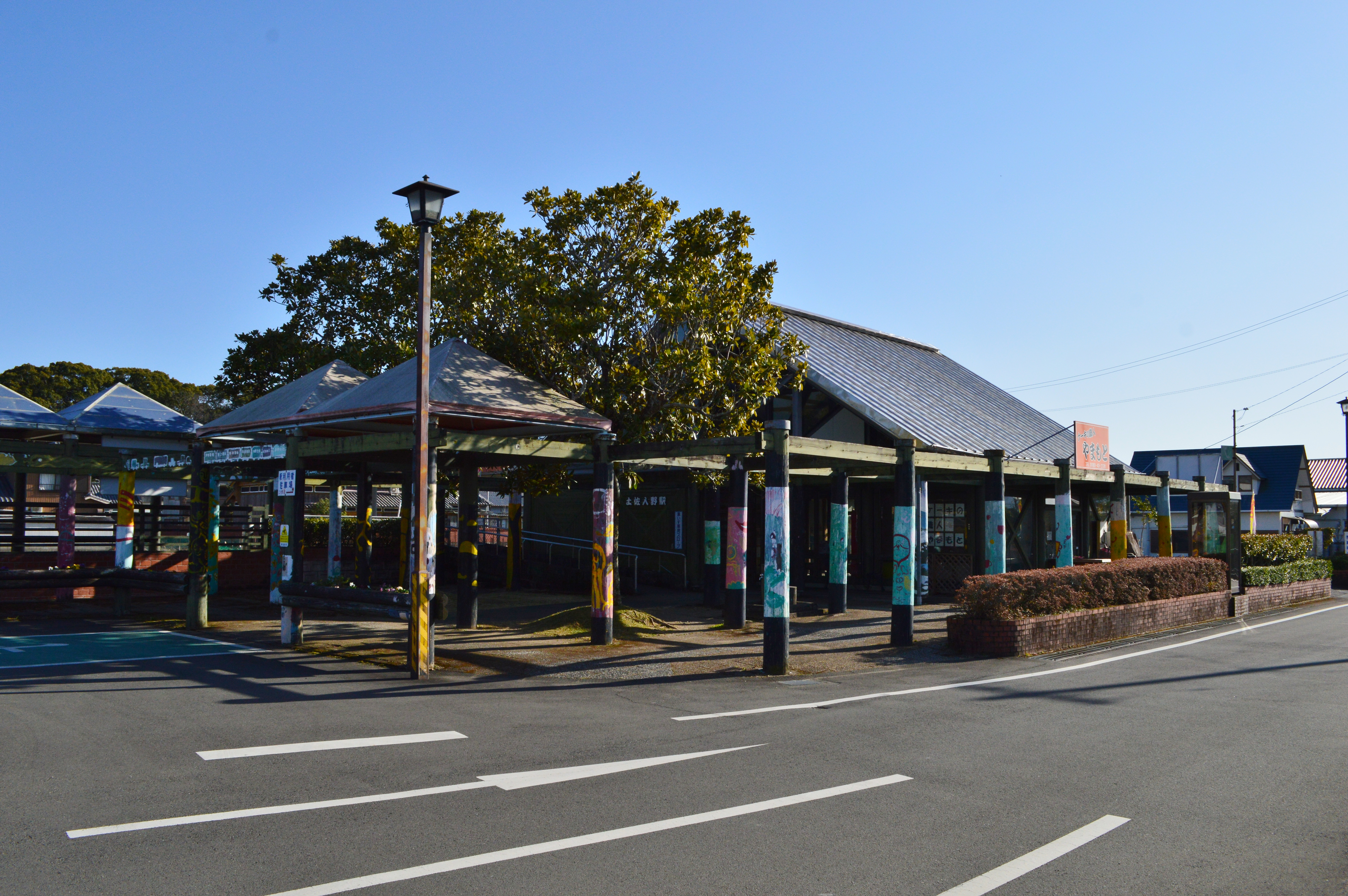
土佐入野駅

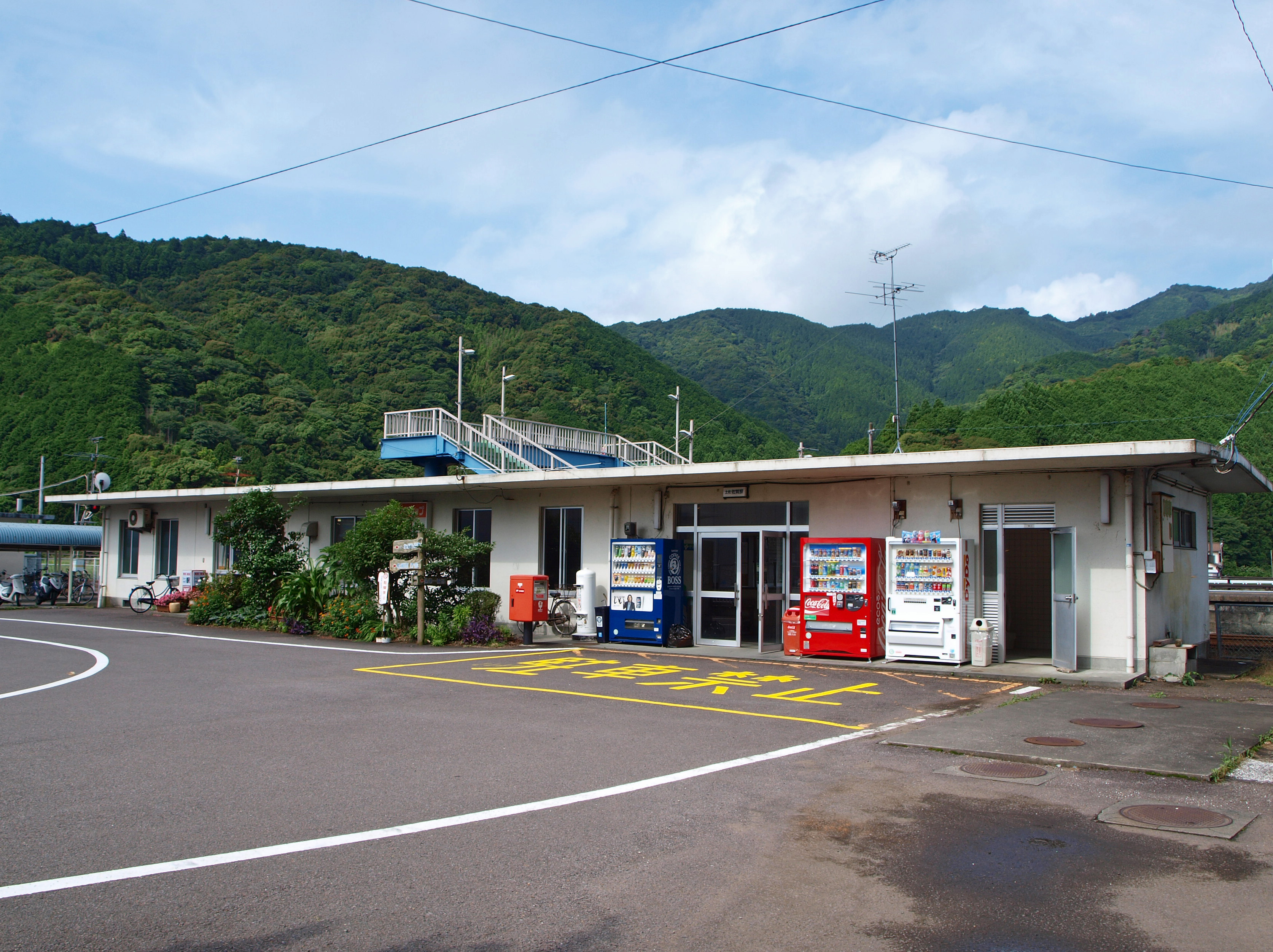
土佐佐賀駅

### 空路
- 最寄りの空港は高知空港。

### 鉄道
土佐くろしお鉄道
- 中村線：荷稲駅 - 伊与喜駅 - 土佐佐賀駅 - 佐賀公園駅 - 土佐白浜駅 - 有井川駅 - 土佐上川口駅 - 海の王迎駅 - 浮鞭駅 - 土佐入野駅 - 西大方駅

当町内に位置する川奥信号場から分岐する予土線（JR四国）が、僅かながら当町を通過している。

### 路線バス
- 四万十交通 - 主に旧・佐賀町域北東部で運行しており四万十町と旧佐賀町を結ぶ路線が中心。
  - 窪川駅 - 拳ノ川 - 佐賀
  - 川奥 - 市野々川 - 佐賀
- 高知西南交通 - 旧・大方町域の路線、旧佐賀町と旧大方町を結ぶ路線、旧大方町と四万十市を結ぶ路線がある。
  - 中村駅 - 一条通 - 田ノ口橋 - 入野駅 - 佐賀駅
  - 中村駅 - 一条通 - 田野浦 - 入野駅
  - 一条通 - 中村駅 - 入野駅 - 蜷川 - 仲分川 - 伴太郎
  - 役場前 - 入野駅 - 森ノ下
  - 米原・馬荷スクール便

### 道路

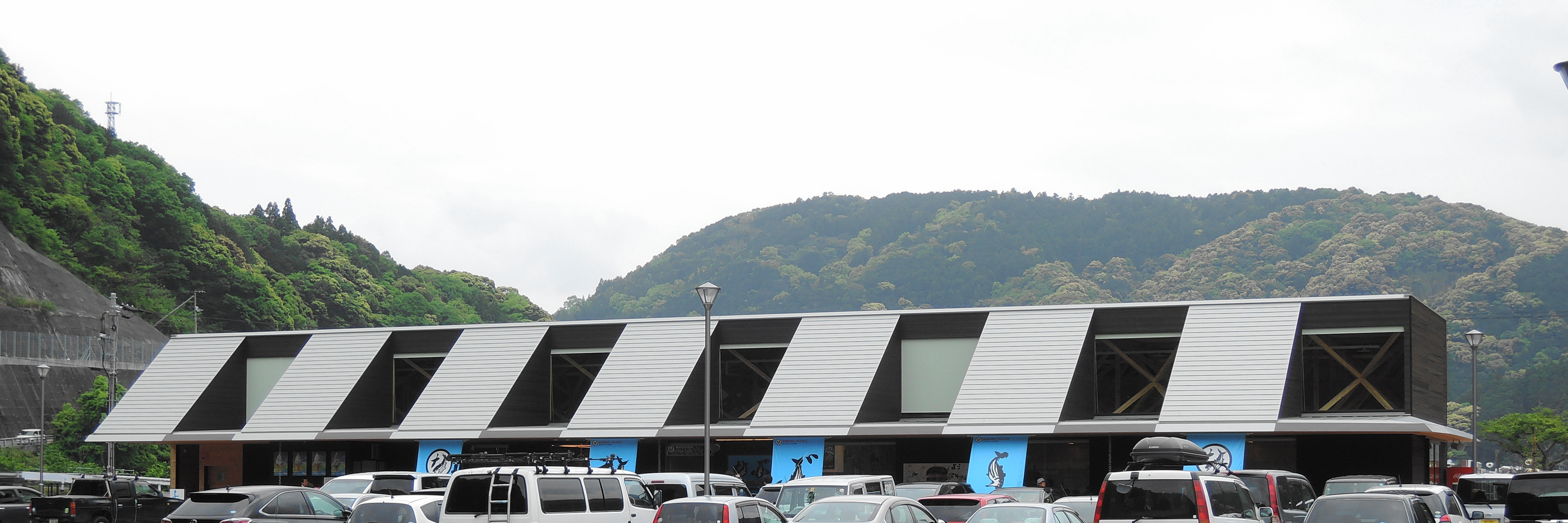
道の駅なぶら土佐佐賀

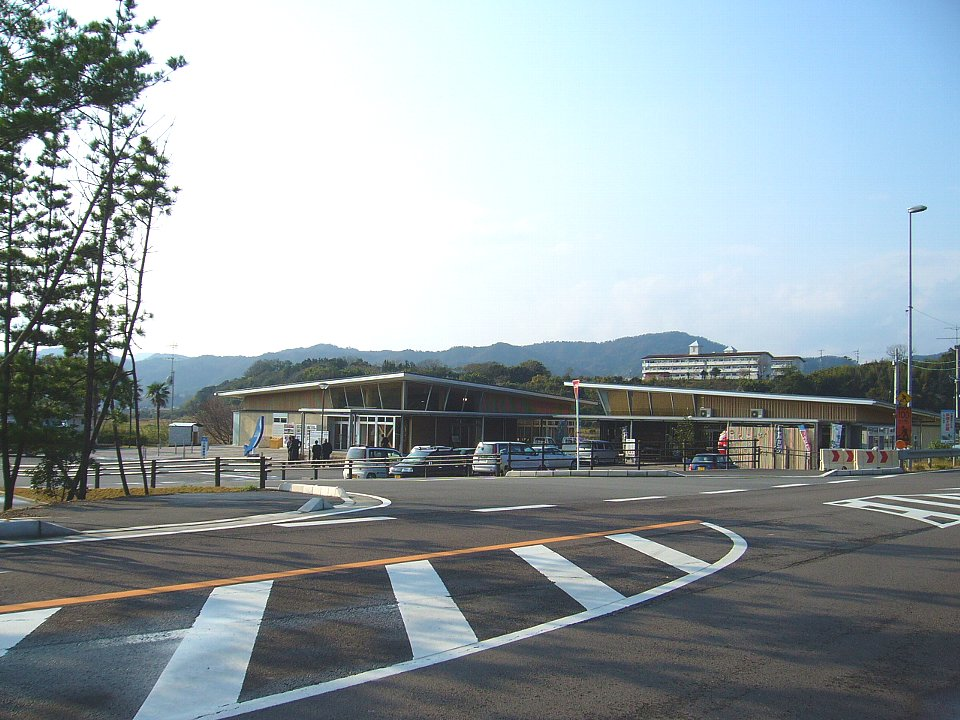
道の駅ビオスおおがた

#### 高速道路
- E56 高知自動車道
  - 黒潮拳ノ川IC

窪川佐賀道路（四国横断自動車道に並行）の一部が片坂バイパスとして事業化されている。

#### 国道
- 国道56号

#### トンネル
- 熊井トンネル

### 道の駅
- 道の駅なぶら土佐佐賀
- 道の駅ビオスおおがた

## 観光

### 観光スポット
公園・文化施設
- 土佐西南大規模公園大方地区
  - 入野海岸

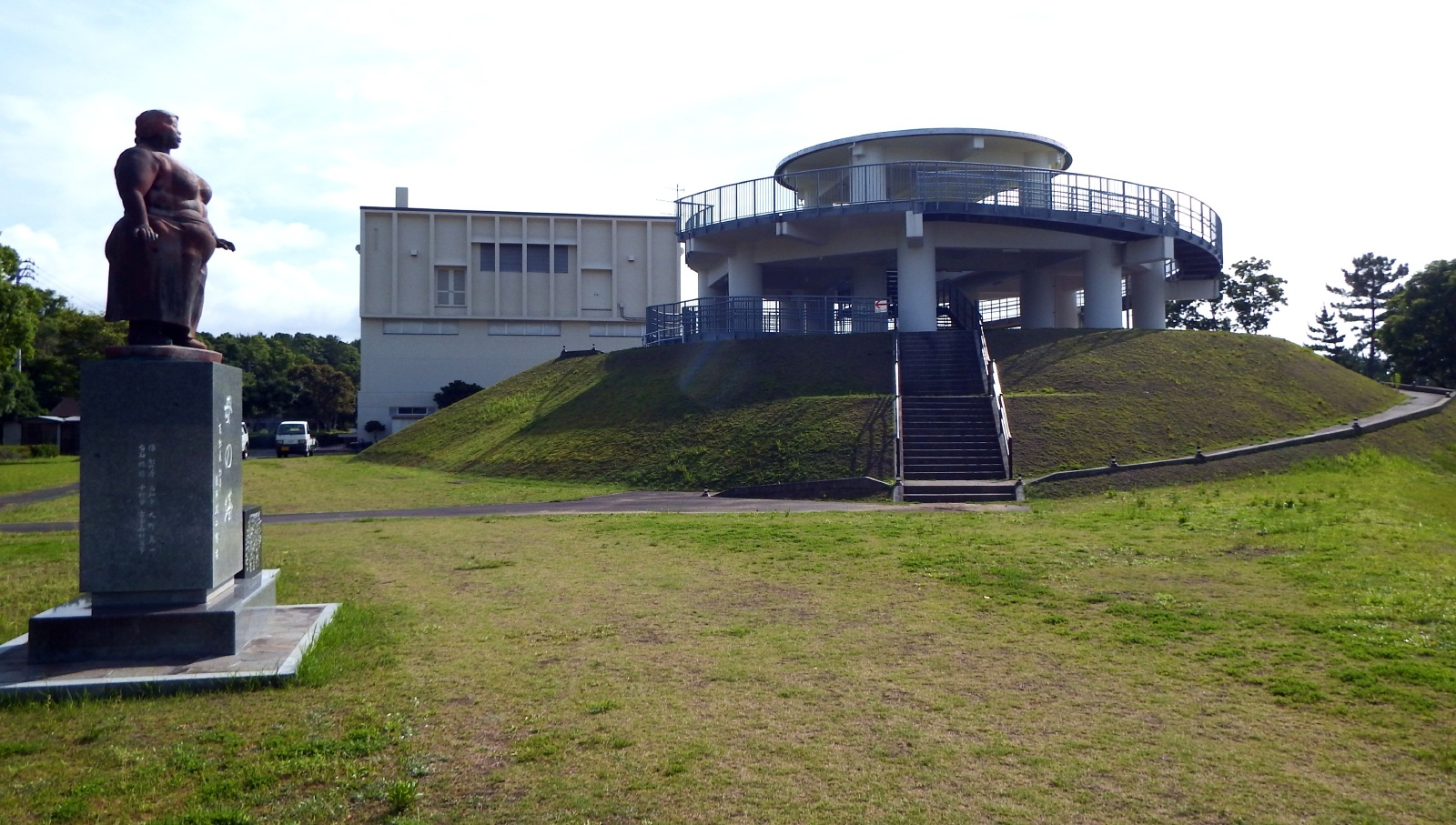
クジラ（カツオクジラ）が泳ぐ海が見える丘展望台（恋人の聖地）。

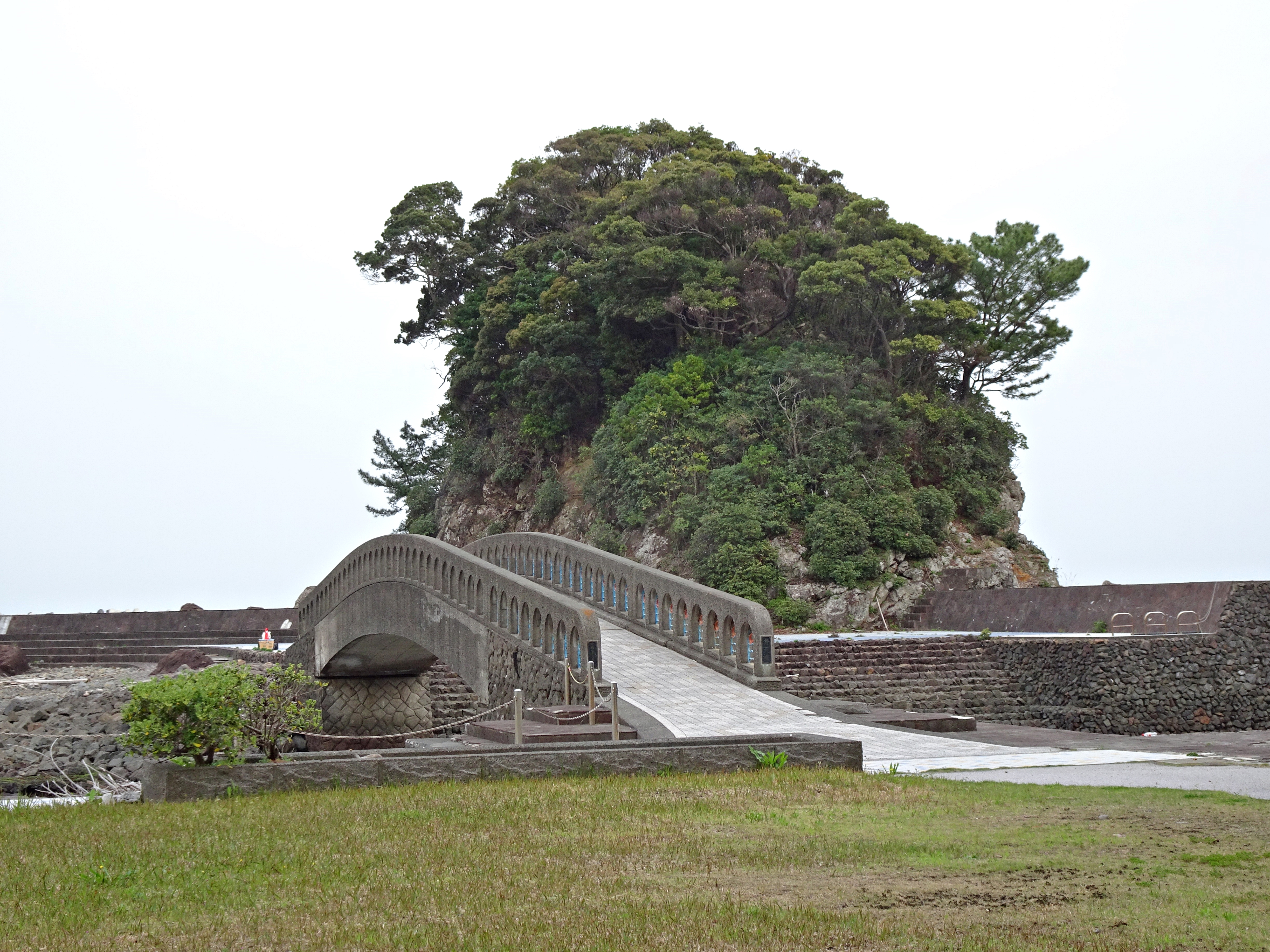
厳島親水公園内の「厳島」
橋が架かっており渡島可能である。

  - 砂浜美術館 - 建物のない「美術館」、四国八十八景37番
  - クジラが泳ぐ海が見える丘展望台 - 恋人の聖地
  - 大方あかつき館 - 上林暁文学館
- ホエールウォッチングセンター
- 佐賀地区津波避難タワー[14] - 日本最大級の高さの津波避難タワー
- 塩屋の浜
- 幡多青少年の家（少年自然の家）
- 浮津海水浴場
- 厳島親水公園

### 名所・旧跡
名勝

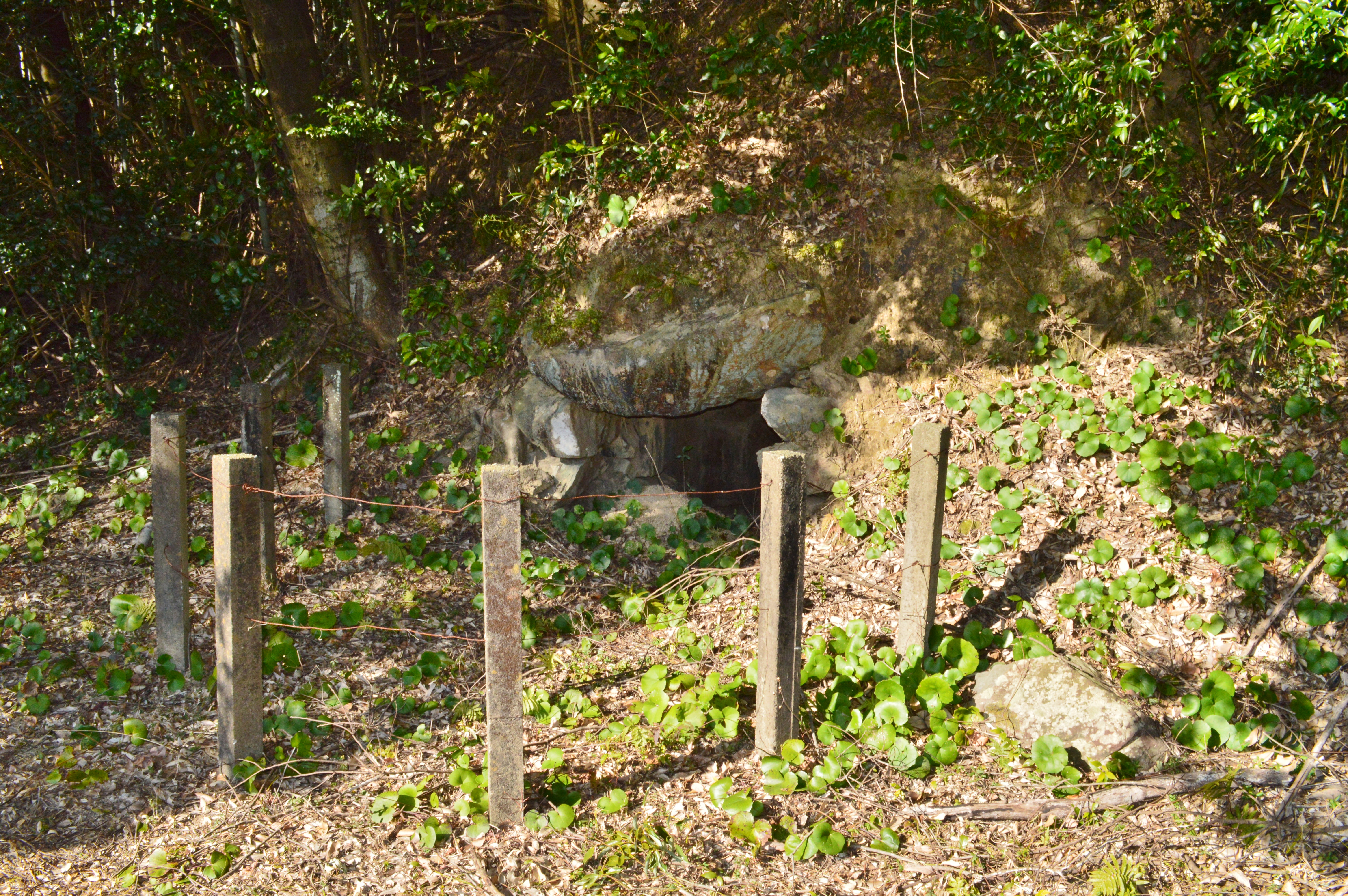
田ノ口古墳

- 鹿島ヶ浦 - 高知県の鹿島自然環境保全地域
- 入野海岸 - 国の名勝

主な神社
- 天満宮曽我神社
- 鹿島神社
- 加茂神社

主な遺跡
- 田ノ口古墳

### 集落活動センター
- 集落活動センター北郷[15]
- 集落活動センター佐賀北部
- 集落活動センターであいの里蜷川
- 集落活動センターかきせ

## 文化・名物

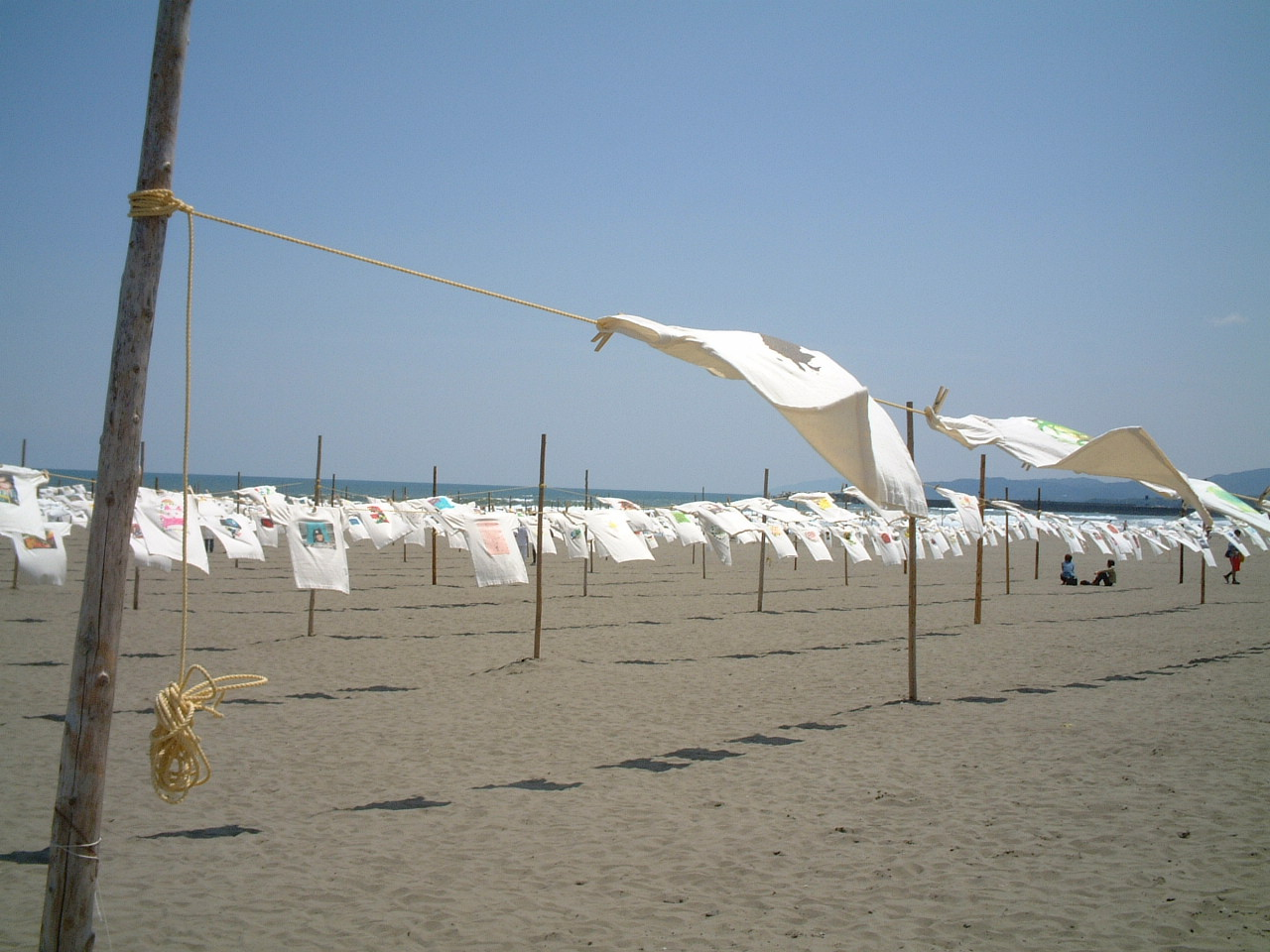
砂浜Tシャツアート展

### 祭事・催事
主な催事
- 鹿島神社大祭
- 天満宮曽我神社大祭
- 潮風のキルト展 - 毎年11月に開催
- 砂浜Tシャツアート展 - 毎年5月のゴールデンウイークに開催
- とさ佐賀のもどりガツオ祭 - 毎年10月の戻りガツオシーズンに開催
- 高知大方シーサイドはだしマラソン全国大会
- いごっそうアクアスロン大会

### 名産・特産
- 鰹
- しめじ
- 天日塩
- 黒砂糖
- きびなごフィレ
- 缶詰製品

## 出身・関連著名人

### 出身著名人
- 片岡雅裕（競艇選手・第68回モーターボート記念優勝）
- 上林暁（作家）
- 村越末男（大阪市立大学名誉教授)
- 山沖之彦（元阪急ブレーブス投手・野球評論家・最多勝及び最優秀救援各1回)母は上林暁のいとこの妻の妹。上林暁文学館職員SNSより
- 藤田泰成（サッカー選手）
- 松田弦（クラシックギタリスト）
- 千代の海明太郎（大相撲力士）

### 関連著名人
- 井上陽水（シンガーソングライター） 父親（井上若水）の出身地
- 芹香斗亜（宝塚歌劇団宙組トップスター）父親の出身地
- 塚地武雅（お笑いタレント） 父親の出身地

### 人口
| |                                        |  |
| 黒潮町と全国の年齢別人口分布（2005年） | 黒潮町の年齢・男女別人口分布（2005年） |  |
| ■紫色 ― 黒潮町 ■緑色 ― 日本全国 | ■青色 ― 男性 ■赤色 ― 女性              |  |
| 黒潮町（に相当する地域）の人口の推移 \| 1970年（昭和45年） \| 15,881人 \| \| \| 1975年（昭和50年） \| 15,744人 \| \| \| 1980年（昭和55年） \| 16,116人 \| \| \| 1985年（昭和60年） \| 16,009人 \| \| \| 1990年（平成2年） \| 15,395人 \| \| \| 1995年（平成7年） \| 15,024人 \| \| \| 2000年（平成12年） \| 14,208人 \| \| \| 2005年（平成17年） \| 13,437人 \| \| \| 2010年（平成22年） \| 12,366人 \| \| \| 2015年（平成27年） \| 11,217人 \| \| \| 2020年（令和2年） \| 10,262人 \| \| |                                        |  |
| 総務省統計局 国勢調査より |                                        |  |
| 1970年（昭和45年） | 15,881人                               |  |
| 1975年（昭和50年） | 15,744人                               |  |
| 1980年（昭和55年） | 16,116人                               |  |
| 1985年（昭和60年） | 16,009人                               |  |
| 1990年（平成2年） | 15,395人                               |  |
| 1995年（平成7年） | 15,024人                               |  |
| 2000年（平成12年） | 14,208人                               |  |
| 2005年（平成17年） | 13,437人                               |  |
| 2010年（平成22年） | 12,366人                               |  |
| 2015年（平成27年） | 11,217人                               |  |
| 2020年（令和2年） | 10,262人                               |  |